# John Herrington
John Bennett Herrington (Wetumka, 14 de setembro de 1958) é um astronauta norte-americano e o primeiro descendente de índios americanos a ir ao espaço.
Herrington nasceu no estado de Oklahoma e cresceu em Colorado Springs, Colorado, onde se graduou em Matemática aplicada na universidade estadual, antes de entrar para a Marinha em 1984. Serviu na região do Pacífico até ser qualificado como piloto de testes, sendo selecionado para o cobiçado curso de astronauta da NASA em 1996.
Herrington foi ao espaço em 24 de novembro de 2002 como especialista de missão no ônibus espacial Endeavour, STS-113, para uma missão de quatorze dias em órbita. Além de sua cidadania americana ele também é, por parte da avó materna, um membro registrado e atuante da nação indígena Chickasaw. Herrington levou ao espaço a bandeira oficial de sua tribo, a qual lhe foi entregue pelo governador de sua nação indígena.
Em setembro de 2005, Harrington deixou a NASA para assumir cargo de diretoria em empresas privadas da área aeroespacial e ainda atua como piloto de testes da nave espacial sub-orbital XP, projeto futurista em desenvolvimento na indústria.
1. 1 2  «Astronaut Biography: John Herrington». 25 de agosto de 2018. Consultado em 4 de maio de 2021
2. ↑  «John Herrington - EVA experience». Consultado em 4 de maio de 2021